# 利比亚绿色革命
利比亚绿色革命，也称为九月革命，是在1969年9月1日于卡扎菲领导的自由军官组织发动的一场革命。革命直接导致利比亚王国伊德利斯王朝被推翻，卡扎菲成为利比亚的最高领导人。

## 经过

### 革命前夕
1969年1月初，格達費向策划革命的军官们發出「第一次戒備」為暗號，訂定3月21日為革命日。因巴勒斯坦難民募款的演唱會有眾多高官出席，日期更改為3月24日。國王伊德里斯一世於3月24日忽然前往班加西，因此又改為6月5日。這段期間內，格達費懷疑計畫已被懷疑而暫時取消。隨者多名成員忽然被調職，擔心革命計畫已被發覺，格達費決定在9月4日前發動革命。

### 革命過程
1969年8月31日，當時為中尉的格達費和同志賈爾魯德上尉等人從班加西出發，利用獲得許可的夜間訓練為掩護，利用三營的裝甲部隊於傍晚進軍的黎波里，包圍禁衛軍，軟禁國王衛隊司令。接著攻下廣播台和電視台，禁軍無法向外求援。班加西為保皇黨大本營，擁有忠於國王的大量部隊，留守班加西的尤羅夫上尉和卡羅米上尉切斷班加西的對外通訊，保皇黨的軍隊無法得知的黎波里的情況。
各地的廣播先是聽到一陣軍樂，接著是不斷重複的格達費錄音：
偉大的利比亞的人民！為實現你們的自由的願望與高貴的希望，誠實並正確地響應你們對改革與淨化的要求、對革命和反抗的渴望，你們的軍隊已經推翻了反動、落後、腐敗的政權，黑暗的時代已經過去了。從現在開始，在安拉的協助下，利比亞是一個以利比亞共和國為名，自由自主的共和國。
分散於各地的自由軍官成員聽到後紛紛響應，在班加西南部的綠洲城市薩伯哈，里夫菲中尉舉兵控制當地，這種景象在幾個重要城市不斷上演。隔天早上六點半，對外宣佈革命成功。共計有一名士兵喪生，15人受傷。

### 後續
革命後數日內，仍有少數軍官領導與準備接收的自由軍官成員軍隊發生零星之衝突，然而大部分官兵選擇承認革命成功的事實。
賈爾魯德即飛往埃及，擔任格達費的特使向埃及總統納賽爾尋求支持。但納賽爾並不認識格達費，要求賈爾魯德傳真格達費的照片與介紹利比亞的革命。
革命發生後，當時正在土耳其渡假的國王伊德里斯一世因妻子是英國人，而透過外交官向英國請求出兵，以武力協助復位。埃及總統納賽爾向蘇聯請求指派地中海艦隊以阻擾英國的軍事行動，英國之前因蘇伊士運河戰爭與埃及發生衝突，欲挽回在北非的劣勢，而最後考量到和蘇聯的衝突後果和懼怕招來阿拉伯國家的不滿，遂拒絕了伊德里斯一世的要求。
革命軍在利比亞各大城市逮捕親王室政府官員、警界和軍方人士。1969年9月5日，被革命軍軟禁的國王姪子海珊王儲宣布放棄王位，呼籲民眾支持革命政權。
1970年，伊德里斯一世的顧問的弟弟阿特爾·奧西斯上校，領導親王室的保皇黨軍官擁立海珊王儲，陰謀復辟並發動軍事政變，但以失敗收場。

## 後續發展
革命成功後，格達費非常積極地進行與埃及合併的計畫並敬重納賽爾。在1970年埃及與以色列和談時，被阿拉伯世界指責，格達費排除眾議地聲援納賽爾。1970年，納賽爾去世，格達費與埃及繼任總統薩達特不合，格達費同意薩達特可擔任合併後的國家總統，由格達費擔任合併後的國家軍隊總司令。薩達特不想失去軍權而拒絕此提議，後來更發生種種摩擦與衝突，利比亞和埃及的完全合併計劃也無疾而終。
1972年成立的阿拉伯聯邦共和國不但是泛阿拉伯民族主義下的產物，也和自由軍官組織與1969年的革命息息相關。